# Nanos humeralis
Nanos humeralis är en skalbaggsart som beskrevs av Renaud Maurice Adrien Paulian 1975. Nanos humeralis ingår i släktet Nanos och familjen bladhorningar. Inga underarter finns listade i Catalogue of Life.